# Linares (Asturien)
Linares (asturisch Ḷḷinares) ist eine Parroquia und ein Ort in der Gemeinde Allande der Autonomen Gemeinschaft Asturien im Norden Spaniens.
Die 71 Einwohner (2011) leben auf einer Fläche von 3,83 km². Pola de Allande, der Verwaltungssitz der Gemeinde, ist nach 6,8 km zu erreichen.

## Sehenswürdigkeiten
- Pfarrkirche in Linares aus dem 14. Jahrhundert

## Dörfer und Weiler
| Name spanisch     | asturisch         | Einwohner 1. Januar 2022 | Lage                    |
| ----------------- | ----------------- | ------------------------ | ----------------------- |
| Arganzúa          |                   | 29                       | 43.238054 -6.540484 617 |
| Puente de Linares | La Ponte Ḷḷinares | 7                        | 43.231709 -6.562516 423 |
| Linares           | Ḷḷinares          | 35                       | 43.234831 -6.561896 507 |
| Summe             |                   | 71                       |                         |